# Oxalis polyphylla
Oxalis polyphylla är en harsyreväxtart som beskrevs av Nikolaus Joseph von Jacquin. Oxalis polyphylla ingår i släktet oxalisar, och familjen harsyreväxter.

## Underarter
Arten delas in i följande underarter:
- O. p. pentaphylla
- O. p. pubescens